# Gabriel Matzneff

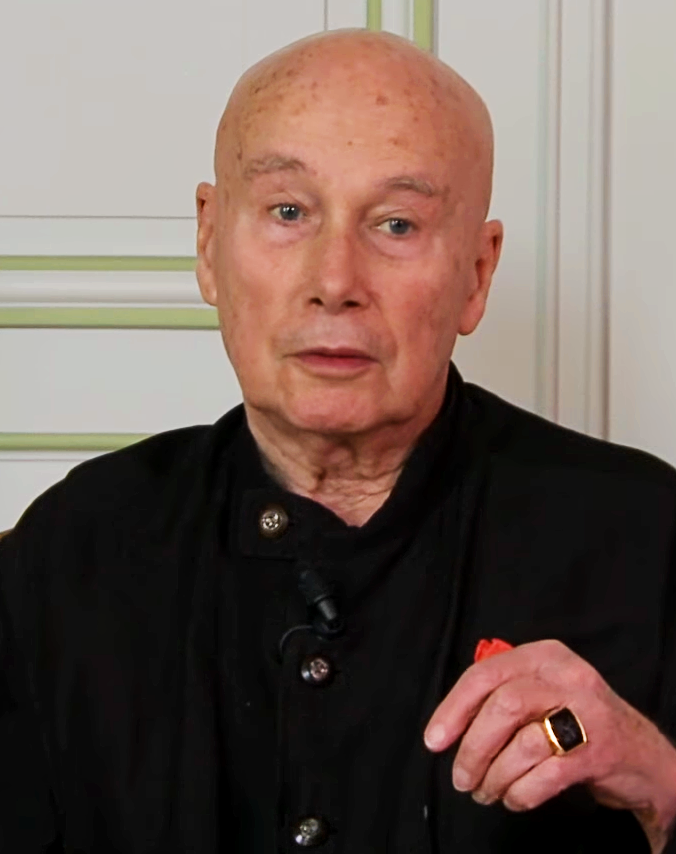
Gabriel Matzneff (2015)

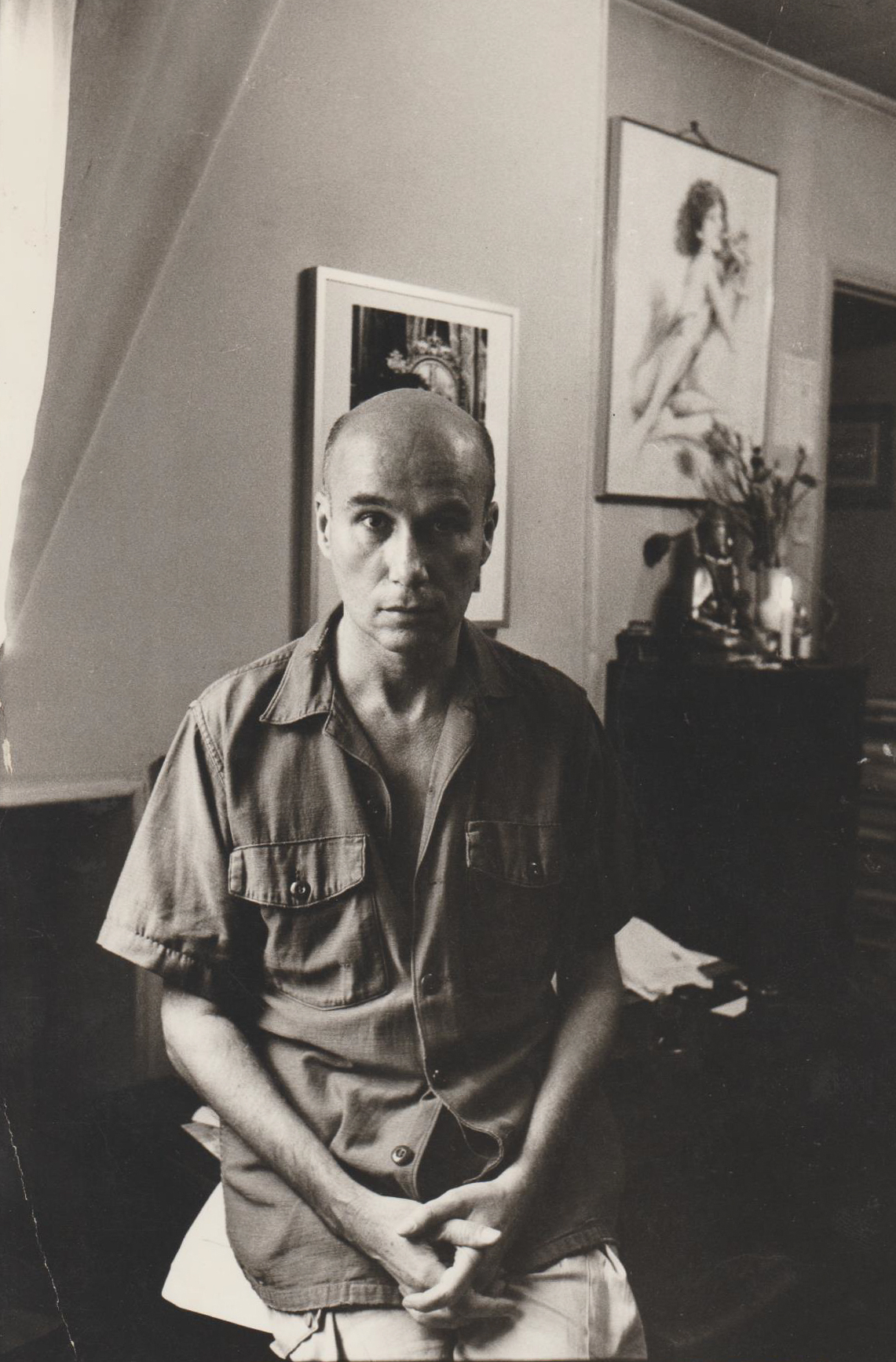
Gabriel Matzneff (1983, Fotografie von Florence Kirastinnicos)

Gabriel Michel Hippolyte Matzneff (* 12. August 1936 in Neuilly-sur-Seine) ist ein französischer Schriftsteller.

## Leben
Gabriel Matzneff entstammt einer russischen Familie, die nach der russischen Revolution von 1917 nach Frankreich auswanderte. Seine Eltern ließen sich scheiden, als Matzneff im Kindesalter war. Er wuchs jedoch weiterhin im kultivierten Milieu der russischen Emigranten gehobener Herkunft auf.
Ab 1954 studierte er an der Sorbonne klassische und russische Literatur. 1957 lernte er den Schriftsteller Henry de Montherlant kennen, mit dem ihn fortan bis zu Montherlants Freitod im Jahr 1972 eine enge Freundschaft verband. Ab 1953 führte Matzneff ein persönliches Tagebuch, das er ab 1976 veröffentlichte. Mehrere seiner Werke sind von Erlebnissen seiner Kindheit inspiriert, so Ivre du vin perdu (1981), Mamma, li Turchi ! (2000) und La Lettre au Capitaine Brunner (2015).
1959 wurde er zum Kriegsdienst in Algerien eingezogen. Nach seiner Rückkehr nach Paris im Jahr 1961 begann er, seine Texte in verschiedenen Zeitschriften verschiedener politischer Ausrichtung und in der Zeitung Combat zu veröffentlichen.

## Auszeichnungen
Gabriel Matzneff wurde mit mehreren Preisen der Académie française ausgezeichnet, darunter der Prix Mottart (1987) und der Prix Amic (2009). 2013 erhielt er für das Buch Séraphin, c'est la fin ! den Essaypreis des renommierten Prix Renaudot.

## Pädophilie

### Verteidigung der Pädophilie in Werk und öffentlichen Auftritten ab 1974

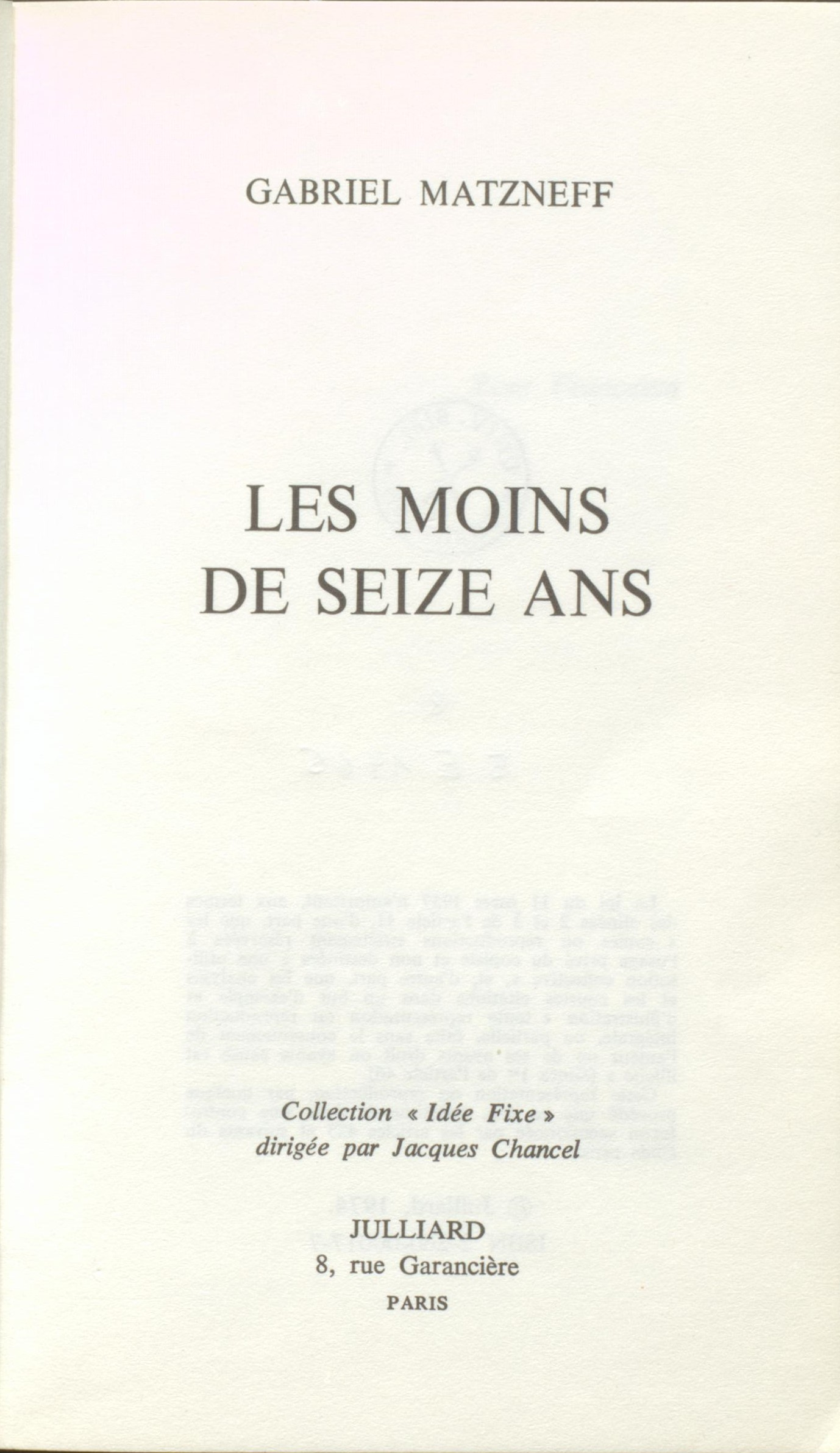
Titelseite von Les moins de seize ans (1974)

Spätestens seit der Veröffentlichung seines 1974 erschienenen Werks Les moins de seize ans („Die Unter-16-Jährigen“) thematisierte Matzneff in seinen Werken seine sexuelle Vorliebe für junge Mädchen und Jungen bis ins Kindesalter und verteidigte sexuelle Affären mit Kindern auch bei Auftritten in der Öffentlichkeit, insbesondere im Fernsehen. In prominenten Literaturkreisen wurde dies jahrzehntelang akzeptiert und von eminenten Vertretern der Literaturkritik gegen Einwände verteidigt. Der prominente Journalist und Literaturkritiker Bernard Pivot lud Matzneff insgesamt fünfmal als Gast in seine Fernsehsendungen ein. Am 12. September 1975 stellte Pivot auf Antenne 2 Les moins de seize ans vor. Matzneff, der in der Sendung als Gast anwesend war, äußerte bei diesem Anlass:

« Je pense que les adolescents, les jeunes enfants, disons entre 10 et 16 ans, sont peut-être à l’âge où les pulsions d’affectivités, les pulsions sexuelles également, sont les plus fortes parce que les plus neuves. Et je crois que rien ne peut arriver de plus beau et de plus fécond à un adolescent ou une adolescente que de vivre un amour. Soit avec quelqu’un de son âge (…), mais aussi peut-être avec un adulte qui l’aide à se découvrir soi-même, à découvrir la beauté du monde créé, la beauté des choses. »

„Ich denke dass Jugendliche und Kinder, sagen wir zwischen 10 und 16 Jahren, vielleicht in dem Alter sind, in dem die affektiven und auch die sexuellen Triebe am stärksten sind, und zwar weil sie am neuesten sind. Und ich glaube, dass einem Jugendlichen oder einer Jugendlichen nichts Schöneres und Fruchtbareres passieren kann, als eine Liebe zu leben. Entweder mit jemandem seines eigenen Alters (…) aber vielleicht auch mit einem Erwachsenen, der ihm/ihr hilft, sich selbst zu entdecken, die Schönheit der Welt und der Dinge zu entdecken.“

Im Januar 1977 verfasste er einen offenen Brief, der in der Tageszeitung Le Monde veröffentlicht wurde und in dem er die Freilassung dreier inhaftierter Männer verlangte, denen sexuelle Handlungen mit 13- und 14-jährigen Jungen und Mädchen vorgeworfen wurde. Zu den Unterzeichnern des Schreibens zählten zahlreiche prominente Vertreter des Kulturbetriebs, darunter Jean-Paul Sartre, Simone de Beauvoir, Gilles Deleuze, Guy Hocquenghem, Louis Aragon, Roland Barthes, Philippe Sollers und der spätere Kulturminister Jack Lang.
Die Wissenschaftlerin Anne-Claude Ambroise-Rendu, Autorin eines Buchs zur Geschichte der Pädophilie im 19. und 20. Jahrhundert, stellt fest, dass außer Pivot auch die Tageszeitungen Le Monde und Libération Matzneff und seine Anliegen unterstützten: „Le Monde kritisiert Matzneff in den 1970ern niemals, und Libération spricht zwar wenig von ihm, unterstützt jedoch die Pädophilenbewegung“. Sie sieht ihn neben dem Schriftsteller Tony Duvert und dem Philosophen René Schérer als „Galionsfigur“ der Verteidigung der Pädophilie, wenngleich er das Wort abgelehnt habe. Allerdings beendete Le Monde, in der Matzneff seit 1977 eine wöchentliche Kolumne hatte, diese Form der Zusammenarbeit 1982, als Matzneff – zu Unrecht, wie sich später herausstellte – im Zusammenhang mit einer Affäre um eine Erziehungseinrichtung im südfranzösischen Département Gard pädophiler Handlungen verdächtigt wurde.
Ab Mitte der 1980er Jahre begann die öffentliche Meinung in Frankreich sich zu ändern, und das Problem des sexuellen Missbrauchs von Kindern und Jugendlichen wurde häufiger öffentlich thematisiert. Der Begriff „Pädophilie“ hielt Einzug in die Alltagssprache. Dennoch wurden Vorwürfe, die die kanadische Schriftstellerin und Journalistin Denise Bombardier 1990 in Bernard Pivots Literatur-Fernseh-Talkshow Apostrophes gegen den ebenfalls anwesenden Matzneff erhob, von anderen Teilnehmern der Sendung als puritanisch abgetan, unter anderen von der Schriftstellerin Christine Angot. In den französischen Medien war Bombardier anschließend virulenten Angriffen ausgesetzt. Matzneffs Verleger Philippe Sollers bezeichnete sie im Fernsehsender France 3 am 19. März 1990 als Connasse („dumme Kuh“); in der Ausgabe von Le Monde vom 30. März empörte sich die Literatur-Chefredakteurin Josyane Savigneau, Matzneff vergewaltige niemanden, warf Bombardier „Dummheit“ und ein Verkennen gesellschaftlicher Realitäten vor. Nur wenige kritische Stimmen erhoben sich gegen Matzneff, so ein Beitrag von Guy Sitbon im Nouvel Observateur. Noch 1999 wurde Bombardier von einem Kolumnisten in Libération wegen ihrer Äußerungen in der Sendung 1990 angegriffen.
Im Zuge der stärkeren Sensibilisierung der Gesellschaft für die Problematik der Pädophilie und der sexuellen Gewalt gegen Kinder und Jugendliche in den 1990er und 2000er Jahren war Matzneff zunehmend isoliert. Dennoch wurde er 2013 mit dem renommierten Literaturpreis Prix Renaudot ausgezeichnet. Einige der Mitglieder der Jury, die sich mit sieben gegen drei Stimmen für Matzneff ausgesprochen hatte, erklärten später, sie hätten sich auch deshalb für Matzneff entschieden, weil sie diesen als Opfer eines Banns durch die Medien und öffentlicher Anprangerung betrachtet hätten.

### Skandal und Strafverfolgung ab Dezember 2019

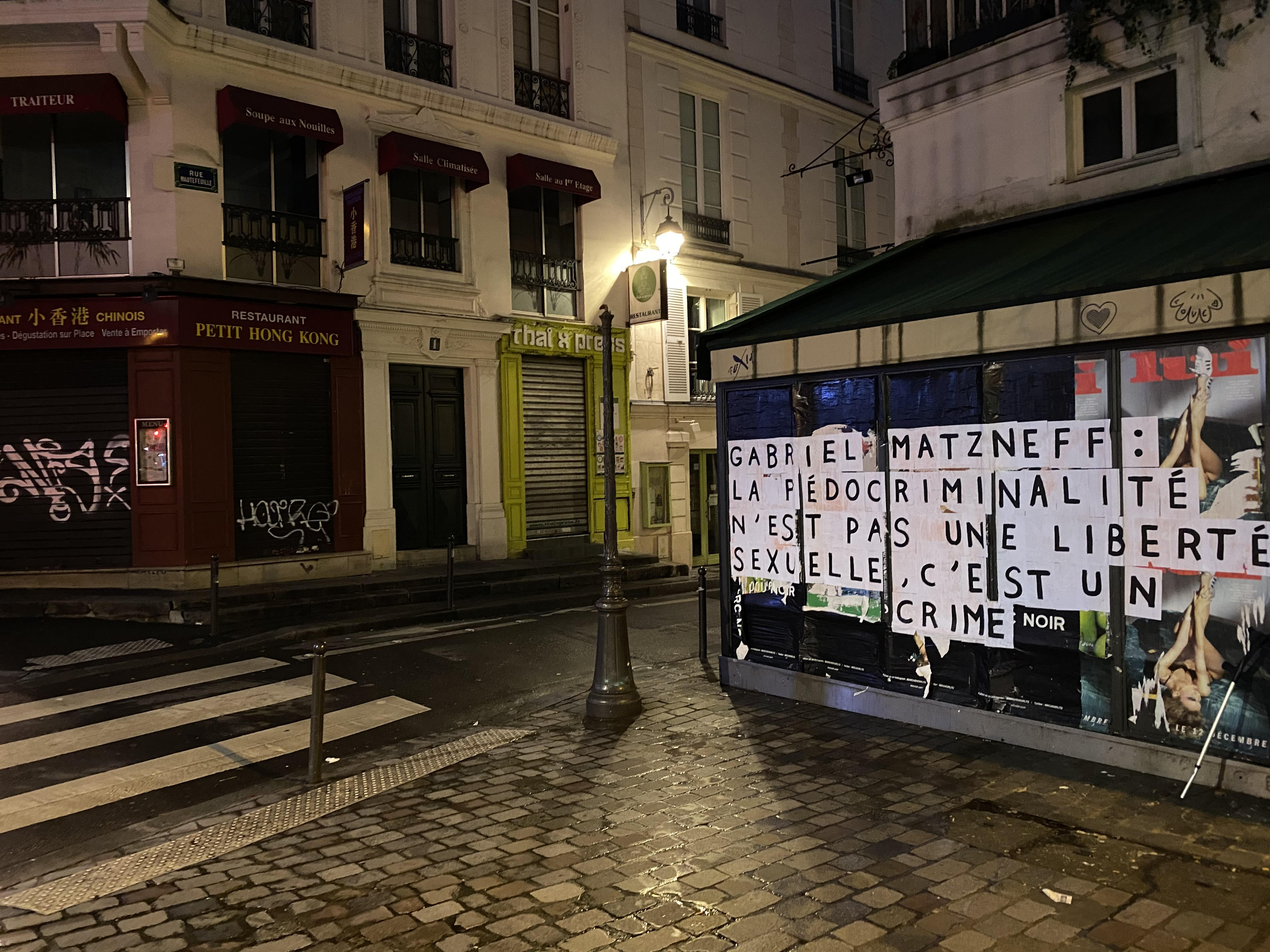
Matzneff verurteilende Collage an einer Straßenecke im 6. Pariser Arrondissement (Januar 2020)

Ab dem Dezember 2019 entbrannte eine heftige öffentliche Diskussion um ein autobiographisches Buch der Verlagslektorin Vanessa Springora mit dem Titel Le consentement („Die Einwilligung“), in dem sie Matzneff bezichtigte, mit ihr in den 1980er Jahren eine sexuelle Beziehung unterhalten zu haben, die begonnen habe, als sie 14 Jahre alt gewesen sei. Das Schutzalter beträgt in Frankreich 15 Jahre; die Verjährungsfrist von 30 Jahren für die inkriminierten sexuellen Handlungen war bereits verstrichen, als Springoras Buch erschien. Nach Angaben von Le Monde aus dem Dezember 2019 war Matzneffs Beziehung zu Springora, als sie bestand, in Verlagskreisen allgemein bekannt gewesen und hatte dort keinen Anstoß erregt; auch Springoras Mutter arbeitete im Verlagswesen. Matzneff hatte damals die Beziehung nicht weiter verheimlicht und war etwa von Springora begleitet bei einem Fernsehauftritt erschienen.
Nachdem das Buch Springoras am 2. Januar 2020 offiziell erschienen war, eröffnete die Pariser Staatsanwaltschaft am folgenden Tag ein Vorermittlungsverfahren gegen Matzneff wegen des Verdachts auf Vergewaltigung Jugendlicher unter 15 Jahren. Daraufhin distanzierten sich zahlreiche öffentliche Akteure von Matzneff. So gab das Nachrichtenmagazin Le Point am 5. Januar 2020 das Ende der Zusammenarbeit mit Matzneff bekannt. Noch Ende Dezember 2019 hatte der Direktor von Le Point, Étienne Gernelle, beteuert, angesichts von Forderungen in sozialen Netzen, Matzneff zu entlassen, noch stärker als bisher zu diesem halten zu wollen. Bis zum 10. Januar kündigten mehrere Verlage, darunter Gallimard, La Table ronde, Léo Scheer und die zu Hachette gehörenden Éditions Stock, an, Matzneffs Bücher nicht mehr vertreiben zu wollen. Ebenfalls am 7. Januar urteilte der französische Kulturminister Franck Riester, ein Autor, der sich zum „Herold der Pädokriminalität“ mache, dürfe keine staatliche Unterstützung bekommen. Riester bezog sich damit darauf, dass Matzneff noch 2019 eine staatliche Zuwendung in Anerkennung seines literarischen Werks zugesprochen worden war; er hatte aus dem entsprechenden Fonds des Centre national du livre über zwei Jahrzehnte insgesamt etwa 160 000 Euro bezogen. Riester verlangte außerdem, vergangene Auszeichnungen Matzneffs zu überprüfen. Am 24. September 2020 erklärte Riesters Amtsnachfolgerin Roselyne Bachelot, dass die Zahlungen an Matzneff inzwischen eingestellt worden seien.
Ende Januar 2020 äußerte Matzneff, er bereue seine pädophilen Handlungen der Vergangenheit; allerdings habe, so Matzneff, „zu jener Zeit“ niemand diese als Verbrechen angesehen. Bis Anfang März 2020 führte die Polizei mehrere Hausdurchsuchungen durch, unter anderem bei dem Verlag Gallimard, an Matzneffs Wohnsitz sowie in einem Hotel in Italien, in dem Matzneff sich Anfang 2020 aufhielt.
Am 11. Februar 2020 kündigte der Pariser Staatsanwalt Rémy Heitz einen Zeugenaufruf an, unter anderem mit dem Ziel, mögliche weitere Opfer ausfindig zu machen.
Am 31. März 2020 trat die inzwischen 62-jährige Francesca Gee an die Öffentlichkeit. Gee hatte Matzneff 1973 kennengelernt und mit dem Einverständnis ihrer Eltern drei Jahre lang mit ihm zusammengelebt. Sie beschuldigte den Schriftsteller, gegen ihren Willen Fotos und Briefe von ihr in seinen Werken verwendet zu haben, unter anderem in Les moins de seize ans. 2004 hatte sie ein Manuskript über das Erlebnis geschrieben, das jedoch von allen Verlagen abgelehnt worden war, auch von Grasset, wo drei Monate vor Gees Gang an die Öffentlichkeit Springoras Consentement erschienen war. Anfang September 2021 kündigte Gee an, am Ende desselben Monats ihr Manuskript unter dem Titel L’Arme la plus meurtrière („Die tödlichste Waffe“) im Selbstverlag zu veröffentlichen.
Gee gab unter anderem an, während ihrer Beziehung mit Matzneff mehrmals in dessen Begleitung die Frauenärztin und spätere französische Gesundheitsministerin Michèle Barzach aufgesucht zu haben, insbesondere um sich von ihr die Antibabypille verschreiben zu lassen. Barzach wurde daraufhin im April 2020 von der Polizei verhört.
Ein Prozess gegen Matzneff wegen der Verherrlichung von Pädophilie, der nach einer im Januar 2020 von der nichtstaatlichen Organisation L’Ange bleu eingereichten direkten Ladung (Citation à comparaître) anberaumt worden war, wurde von der französischen Justiz 2021 abgelehnt und das Verfahren wegen eines von den Beschuldigern begangenen Formfehlers annulliert.

### Christophe Girard
Der Pariser Kulturbürgermeister Christophe Girard war seit den 1980er Jahren freundschaftlich und geschäftlich eng mit Matznaff verbunden. Er wird regelmäßig in dessen Werken erwähnt und La Prunelle de mes yeux, das vom Verhältnis Matzneffs mit Vanessa Springora handelt, ist ihm gewidmet. Als Generalsekretär des Modeunternehmens Yves Saint-Laurent verantwortete Girard auch die langjährige Finanzierung des Hotelzimmers im Pariser Stadtviertel Saint-Germain-des-Prés, in dem Matzneff sich mit Vanessa Springora und anderen traf. Unter öffentlichem Druck auf ihn und Bürgermeisterin Hidalgo trat Girard schließlich im Juli 2020 zurück.

## Werke
- Comme le feu mêlé d’aromates. Lagny-sur-Marne, Paris 1959.
- Le Défi. Lagny-sur-Marne, Paris 1965.
- L’Archimandrite. La Table ronde, Paris 1966.
- La caracole, chroniques polémiques, 1963-1968. La Table ronde, Paris 1968.
- Le Carnet arabe. La Table ronde, Paris 1971.
- Nous n’irons plus au Luxembourg. La Table ronde, Paris 1972.
- Les Moins de seize ans. Julliard, Paris 1974.
- Douze poèmes pour Francesca. A. Eibel, Lausanne 1977.
- La Diététique de Lord Byron. La Table ronde, Paris 1984.
- Le sabre de Didi, pamphlet. La Table ronde, Paris 1986.
- Le Taureau de Phalaris, dictionnaire philosophique. La Table ronde, Paris 1987.
- Cette camisole de flammes, journal 1953-1962. Gallimard, Paris 1989.
- Élie et Phaéton, journal 1970-1973. La Table ronde, Paris 1991.
- Mes amours décomposés, journal 1983-1984. Gallimard, Paris 1992.
- Les lèvres menteuses. La Table ronde, Paris 1992.
- La prunelle de mes yeux. Gallimard, Paris 1993.
- Maîtres et complices. J.-C. Lattès, Paris 1994.
- Le dîner des mousquetaires. La Table ronde, Paris 1995.
- De la rupture. Payot & Rivages, Paris 1997.
- Boulevard Saint-Germain. Éditions du Rocher, Monaco, Paris 1998.
- Mamma, li Turchi ! La Table ronde, Paris 2000.
- Super flumina Babylonis. La Table ronde, Paris 2000.
- C’est la gloire, Pierre-François ! La Table ronde, Paris 2002.
- Yogourt et yoga. La Table ronde, Paris 2004.
- Voici venir le fiancé. La Table ronde, Paris 2006.
- Vous avez dit métèque ? La Table ronde, Paris 2008.
- Les émiles de Gab la rafale. Léo Scheer, Paris 2010.
- La séquence de l’énergumène. Léo Scheer, Paris 2011.
- Monsieur le comte monte en ballon. Léo Scheer, Paris 2012.
- Séraphin, c’est la fin ! La Table ronde, Paris 2013.
- Les nouveaux émiles de Gab la Rafale, courrier électronique. Léo Scheer, Paris 2013.
- La lettre au capitaine Brunner. La Table ronde, Paris 2015.
- Un diable dans le bénitier. Stock, Paris 2017, ISBN 978-2-234-08254-0.
- Vanessavirus. Selbstverlag, limitierte Distribution, Paris 2021.